# Granulom
Et granulom er en struktur, der dannes under betændelse, og som findes i mange sygdomme. Det er en samling af hvide blodlegemer, kendt som makrofager. Granulomer dannes når immunsystemet forsøger at afspærre substanser, som det vurderer er fremmede, men det ikke kan eliminere. Blandt sådanne substanser kan være patogener såsom bakterier og svampe, såvel som andre materialer såsom fremmedlegemer, keratin og suturfragmenter.
Granulomer er typisk nogle få millimeter i diameter, men kan undertiden blive op til flere centimeter. Det ses bl.a ved tuberkulose og spedalskhed/lepra (lepromer).